# لوسيا ماسييل
لوسيا ماسييل (بالإسبانية: Lucía Maciel)‏ هي ممثلة أرجنتينية، ولدت في 1970 في بوينس آيرس في الأرجنتين.

## أعمال

### أفلام
- المستضعفون[2][3]

## وصلات خارجية
- لوسيا ماسييل على موقع IMDb (الإنجليزية)
- لوسيا ماسييل على موقع قاعدة بيانات الفيلم (الإنجليزية)